# Rallye-Weltmeisterschaft 1988
Die FIA-Rallye-Weltmeisterschaft 1988 wurde am 16. Januar in Monte Carlo gestartet und endete am 24. November in Großbritannien. Insgesamt wurden 13 Weltmeisterschaftsläufe auf vier Kontinenten gefahren. Der Italiener Miki Biasion gewann den ersten Weltmeistertitel.

## Fahrzeuge

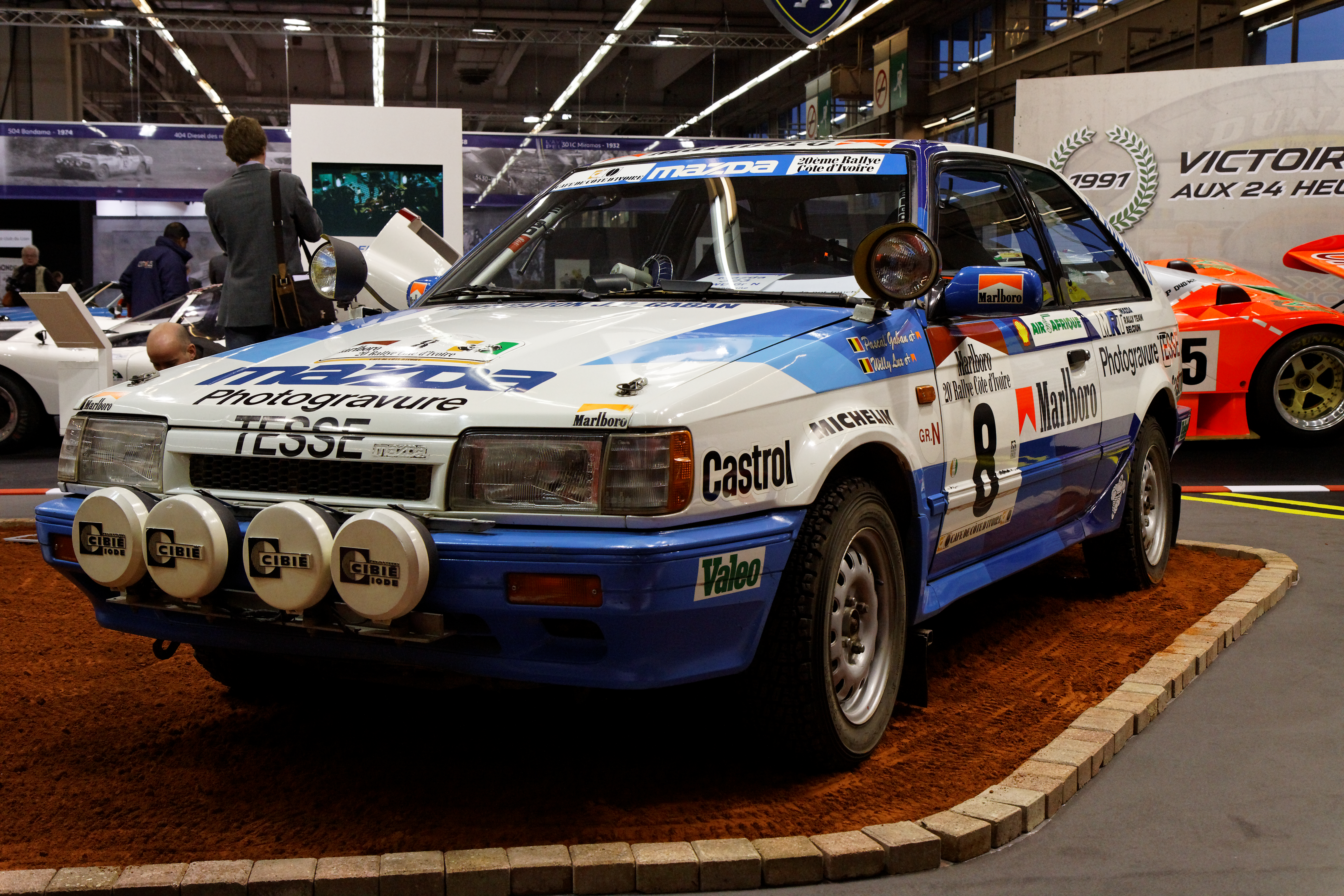
Mazda 323 4WD
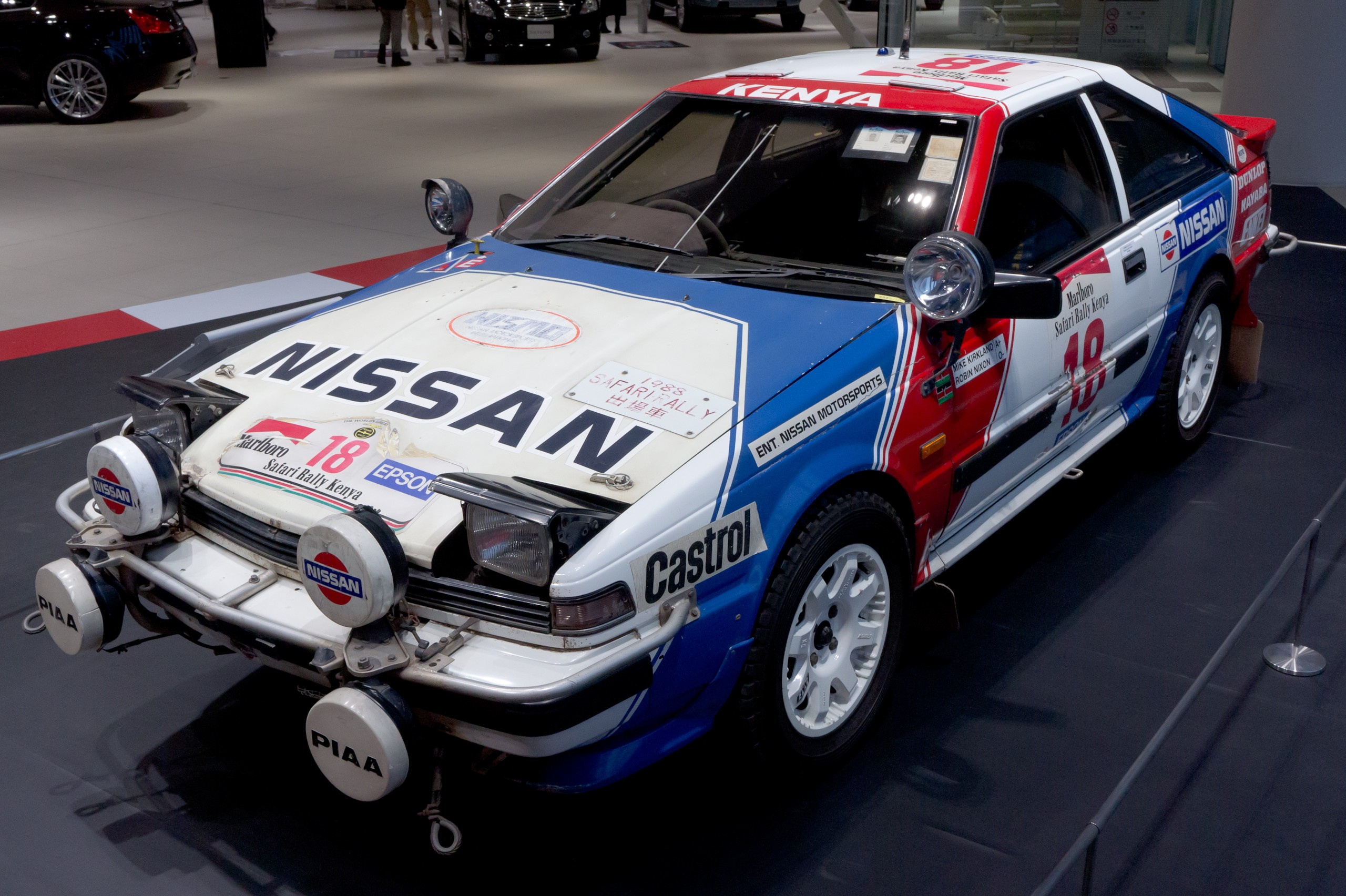
Nissan 200SX
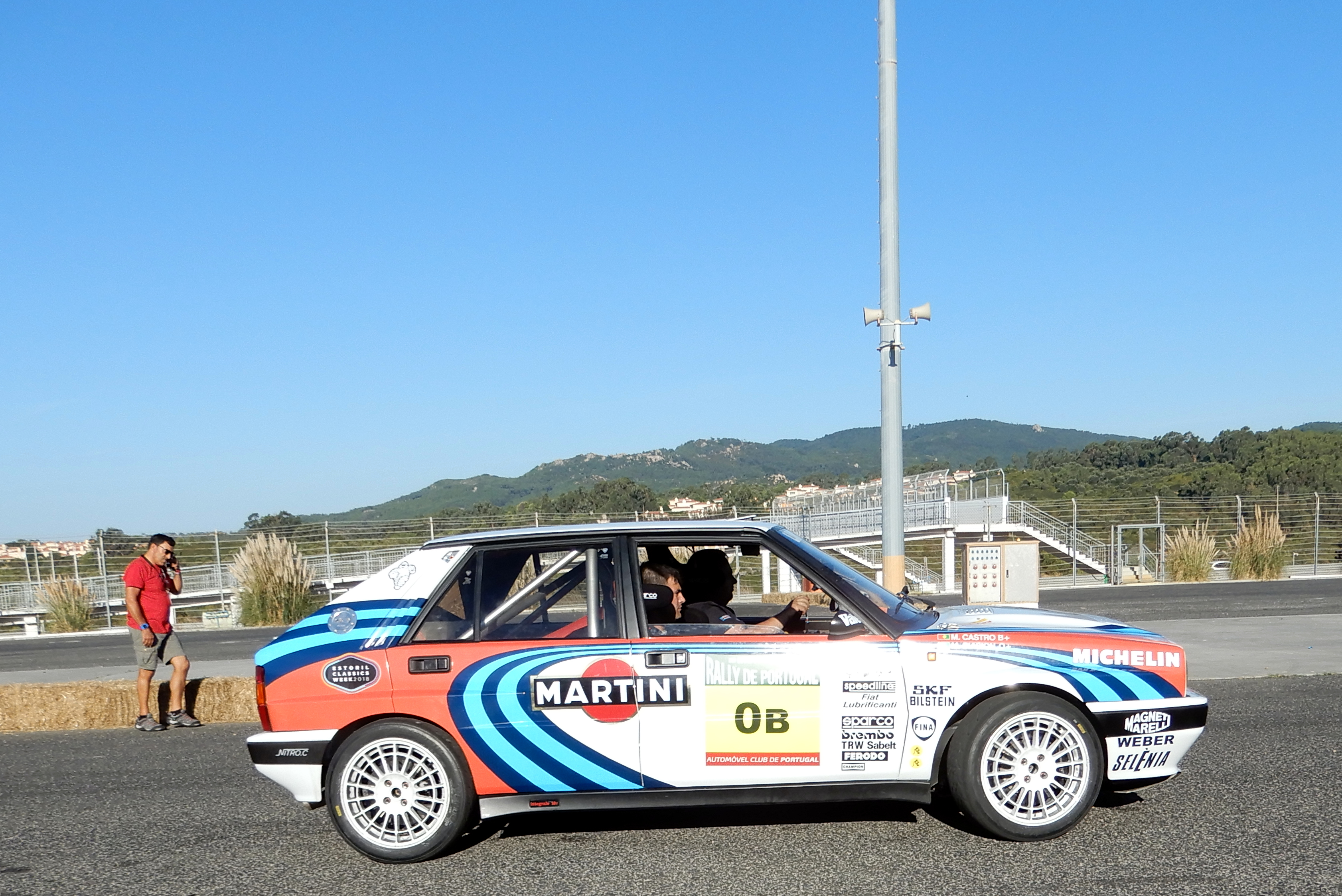
Lancia Delta HF

## Teams und Fahrer
| Team                             | Hersteller | Auto                                           | Fahrer                  | Rallye             |
| -------------------------------- | ---------- | ---------------------------------------------- | ----------------------- | ------------------ |
| Martini Racing                   | Lancia     | Lancia Delta HF 4WD                            | Miki Biasion            | 1, 3–4, 6–7, 9, 12 |
| Martini Racing                   | Lancia     | Lancia Delta HF 4WD                            | Bruno Saby              | 1, 5               |
| Martini Racing                   | Lancia     | Lancia Delta HF 4WD                            | Yves Loubet             | 1, 5               |
| Martini Racing                   | Lancia     | Lancia Delta HF 4WD                            | Mikael Ericsson         | 2–3, 6, 10, 13     |
| Martini Racing                   | Lancia     | Lancia Delta HF 4WD                            | Markku Alén             | 2–3, 6, 10, 12–13  |
| Martini Racing                   | Lancia     | Lancia Delta HF 4WD                            | Vic Preston jr.         | 4                  |
| Martini Racing                   | Lancia     | Lancia Delta HF 4WD                            | Franz Wittmann          | 9                  |
| Martini Racing                   | Lancia     | Lancia Delta HF 4WD                            | Jorge Recalde           | 9                  |
| Mazda Rally Team Europe          | Mazda      | Mazda 323 4WD                                  | Timo Salonen            | 1–2, 6, 10, 13     |
| Mazda Rally Team Europe          | Mazda      | Mazda 323 4WD                                  | Hannu Mikkola           | 1–3, 6, 10, 13     |
| Mazda Rally Team Europe          | Mazda      | Mazda 323 4WD                                  | Ingvar Carlsson         | 1, 3               |
| Mazda Rally Team Europe          | Mazda      | Mazda 323 4WD                                  | Pascal Gaban            | 3, 6, 10–13        |
| Mazda Rally Team Europe          | Mazda      | Mazda 323 4WD                                  | Rod Millen              | 7                  |
| Mazda Rally Team Europe          | Mazda      | Mazda 323 4WD                                  | Wilson Ray              | 8                  |
| Jolly Club                       | Lancia     | Lancia Delta HF 4WD                            | Alex Fiorio             | 1–3, 6–7, 10, 12   |
| Jolly Club                       | Lancia     | Lancia Delta HF 4WD                            | Yves Loubet             | 3, 6, 12           |
| Jolly Club                       | Lancia     | Lancia Delta HF 4WD                            | Dario Cerrato           | 12                 |
| Simon Racing                     | Renault    | Renault 11 Turbo                               | Alain Oreille           | 1                  |
| Ford Motor Company               | Ford       | Ford Sierra RS Cosworth                        | Stig Blomqvist          | 2–3, 10, 12–13     |
| Ford Motor Company               | Ford       | Ford Sierra RS Cosworth                        | Didier Auriol           | 3, 5, 10, 12       |
| Ford Motor Company               | Ford       | Ford Sierra RS Cosworth                        | Carlos Sainz senior     | 3, 5, 10, 12–13    |
| Ford Motor Company               | Ford       | Ford Sierra RS Cosworth                        | Mark Lovell             | 13                 |
| GM Euro Sport                    | Opel       | Kadett GSi                                     | Mats Jonsson            | 2, 10, 13          |
| GM Euro Sport                    | Opel       | Kadett GSi                                     | Hannu Mikkola           | 4                  |
| GM Euro Sport                    | Opel       | Kadett GSi                                     | Sepp Haider             | 4, 8               |
| Volkswagen Motorsport            | Volkswagen | Volkswagen Golf GTI 16V                        | Erwin Weber             | 3–4                |
| Volkswagen Motorsport            | Volkswagen | Volkswagen Golf GTI 16V                        | Lars-Erik Torph         | 4                  |
| Audi Sport                       | Audi       | 200 Quattro 90 Quattro                         | David Llewellin         | 3                  |
| Audi Sport                       | Audi       | 200 Quattro 90 Quattro                         | Paola de Martini        | 12                 |
| Toyota Team Europe               | Toyota     | Toyota Supra Turbo Toyota Celica GT-Four ST165 | Juha Kankkunen          | 4–6, 10, 12–13     |
| Toyota Team Europe               | Toyota     | Toyota Supra Turbo Toyota Celica GT-Four ST165 | Kenneth Eriksson        | 4–5, 10, 12–13     |
| Toyota Team Europe               | Toyota     | Toyota Supra Turbo Toyota Celica GT-Four ST165 | Björn Waldegård         | 4, 6, 13           |
| Toyota Team Europe               | Toyota     | Toyota Supra Turbo Toyota Celica GT-Four ST165 | Jimmy McRae             | 13                 |
| Fuji Heavy Industries            | Subaru     | Subaru RX Turbo                                | Possum Bourne           | 4, 8               |
| Fuji Heavy Industries            | Subaru     | Subaru RX Turbo                                | Ian Duncan              | 4                  |
| Fuji Heavy Industries            | Subaru     | Subaru RX Turbo                                | José Celsi              | 9                  |
| Nissan Motorsports International | Nissan     | Nissan 200SX                                   | Per Eklund              | 4                  |
| Nissan Motorsports International | Nissan     | Nissan 200SX                                   | Alain Ambrosino         | 4, 11              |
| Nissan Motorsports International | Nissan     | Nissan 200SX                                   | Mike Kirkland           | 4                  |
| Nissan Motorsports International | Nissan     | Nissan 200SX                                   | Stratis Hatzipanayiotou | 6                  |
| Bastos Motul BMW                 | BMW        | BMW M3                                         | Bernard Béguin          | 5                  |
| Bastos Motul BMW                 | BMW        | BMW M3                                         | François Chatriot       | 5                  |
| Bastos Motul BMW                 | BMW        | BMW M3                                         | Marc Duez               | 5                  |
| Bastos Motul BMW                 | BMW        | BMW M3                                         | Ari Vatanen             | 10                 |
| Bastos Motul BMW                 | BMW        | BMW M3                                         | Andrea Zanussi          | 12                 |
| Mitsubishi Ralliart Europe       | Mitsubishi | Mitsubishi Galant VR-4                         | Kenjirō Shinozuka       | 8, 13              |
| Mitsubishi Ralliart Europe       | Mitsubishi | Mitsubishi Galant VR-4                         | Ari Vatanen             | 13                 |

## Kalender
Die eingetragenen Kilometer entsprechen der Distanz der Wertungsprüfungen. Die Distanz der Verbindungsstrecken zwischen den einzelnen WPs ist nicht enthalten (außer bei der Rallye Elfenbeinküste und Safari).
| Rallye                                       | Rang | Fahrer             | Fahrzeug                 | Gesamtzeit Std:Min:Sek | Anzahl WP         | Länge      | Gestartet | im Ziel |  |
| -------------------------------------------- | ---- | ------------------ | ------------------------ | ---------------------- | ----------------- | ---------- | --------- | ------- |  |
| Rallye Monte Carlo 16.–21. Januar 1988       | 1.   | Bruno Saby         | Lancia Delta HF 4WD      | 7:19:11                | 26                | 621,0 km   | 169       | 87      |  |
| Rallye Monte Carlo 16.–21. Januar 1988       | 2.   | Alex Fiorio        | Lancia Delta HF 4 WD     | + 10:50                | 26                | 621,0 km   | 169       | 87      |  |
| Rallye Monte Carlo 16.–21. Januar 1988       | 3.   | Jean-Pierre Ballet | Peugeot 205 GTI          | + 23:35                | 26                | 621,0 km   | 169       | 87      |  |
|                                              |      |                    |                          |                        |                   |            |           |         |  |
| Rallye Schweden 4.–6. Februar 1988           | 1.   | Markku Alén        | Lancia Delta HF 4 WD     | 5:02:31                | 35                | 491,96 km  | 158       | 67      |  |
| Rallye Schweden 4.–6. Februar 1988           | 2.   | Stig Blomqvist     | Ford Sierra XR 4x4       | + 01:37                | 35                | 491,96 km  | 158       | 67      |  |
| Rallye Schweden 4.–6. Februar 1988           | 3.   | Lars-Erik Torph    | Audi Quattro Coupé       | + 07:32                | 35                | 491,96 km  | 158       | 67      |  |
|                                              |      |                    |                          |                        |                   |            |           |         |  |
| Rallye Portugal 1.–6. März 1988              | 1.   | Miki Biasion       | Lancia Delta Integrale   | 6:44:01                | 37                | 589,89 km  | 99        | 35      |  |
| Rallye Portugal 1.–6. März 1988              | 2.   | Alex Fiorio        | Lancia Delta HF 4 WD     | + 08:46                | 37                | 589,89 km  | 99        | 35      |  |
| Rallye Portugal 1.–6. März 1988              | 3.   | Yves Loubet        | Lancia Delta HF 4 WD     | + 09:22                | 37                | 589,89 km  | 99        | 35      |  |
|                                              |      |                    |                          |                        |                   |            |           |         |  |
| Safari Rallye 31. März–4. April 1988         | 1.   | Miki Biasion       | Lancia Delta Integrale   | 2:51:04 Strafzeit      | 85 Zeitkontrollen | 4205 km    | 54        | 14      |  |
| Safari Rallye 31. März–4. April 1988         | 2.   | Mike Kirkland      | Nissan 200SX             | 3:03:57 Strafzeit      | 85 Zeitkontrollen | 4205 km    | 54        | 14      |  |
| Safari Rallye 31. März–4. April 1988         | 3.   | Per Eklund         | Nissan 200SX             | 3:38:26 Strafzeit      | 85 Zeitkontrollen | 4205 km    | 54        | 14      |  |
|                                              |      |                    |                          |                        |                   |            |           |         |  |
| Rallye Korsika 3.–6. Mai 1988                | 1.   | Didier Auriol      | Ford Sierra RS Cosworth  | 7:12:04                | 30                | 623,82 km  | 93        | 42      |  |
| Rallye Korsika 3.–6. Mai 1988                | 2.   | Yves Loubet        | Lancia Delta Integrale   | + 03:05                | 30                | 623,82 km  | 93        | 42      |  |
| Rallye Korsika 3.–6. Mai 1988                | 3.   | Bruno Saby         | Lancia Delta Integrale   | + 04:49                | 30                | 623,82 km  | 93        | 42      |  |
|                                              |      |                    |                          |                        |                   |            |           |         |  |
| Rallye Griechenland 29. Mai–1. Juni 1988     | 1.   | Miki Biasion       | Ford Sierra RS Cosworth  | 7:03:0                 | 32                | 526,15 km  | 102       | 45      |  |
| Rallye Griechenland 29. Mai–1. Juni 1988     | 2.   | Mikael Ericsson    | Lancia Delta Integrale   | + 01:43                | 32                | 526,15 km  | 102       | 45      |  |
| Rallye Griechenland 29. Mai–1. Juni 1988     | 3.   | Alex Fiorio        | Lancia Delta Integrale   | + 07:40                | 32                | 526,15 km  | 102       | 45      |  |
|                                              |      |                    |                          |                        |                   |            |           |         |  |
| Rallye USA 23.–26. Juni 1988                 | 1.   | Miki Biasion       | Lancia Delta Integrale   | 5:28:44                | 36                | 502,96 km  | 29        | 21      |  |
| Rallye USA 23.–26. Juni 1988                 | 2.   | Alex Fiorio        | Lancia Delta Integrale   | + 05:23                | 36                | 502,96 km  | 29        | 21      |  |
| Rallye USA 23.–26. Juni 1988                 | 3.   | John Buffum        | Audi Quattro Coupé       | + 16:15                | 36                | 502,96 km  | 29        | 21      |  |
|                                              |      |                    |                          |                        |                   |            |           |         |  |
| Rallye Neuseeland 9.–12. Juli 1988           | 1.   | Sepp Haider        | Opel Kadett GSI          | 7:38:39                | 39                | 611,16 km  | 51        | 24      |  |
| Rallye Neuseeland 9.–12. Juli 1988           | 2.   | Wilson Ray         | Mazda 323 4WD            | + 18:37                | 39                | 611,16 km  | 51        | 24      |  |
| Rallye Neuseeland 9.–12. Juli 1988           | 3.   | Malcolm Stewart    | Audi Quattro Coupé       | + 23:46                | 39                | 611,16 km  | 51        | 24      |  |
|                                              |      |                    |                          |                        |                   |            |           |         |  |
| Rallye Argentinien 2.–6. August 1988         | 1.   | Jorge Recalde      | Lancia Delta Integrale   | 7:05:16                | 29                | 588,36 km  | 81        | 21      |  |
| Rallye Argentinien 2.–6. August 1988         | 2.   | Miki Biasion       | Lancia Delta Integrale   | + 03:35                | 29                | 588,36 km  | 81        | 21      |  |
| Rallye Argentinien 2.–6. August 1988         | 3.   | Franz Wittmann     | Lancia Delta Integrale   | + 23:46                | 29                | 588,36 km  | 81        | 21      |  |
|                                              |      |                    |                          |                        |                   |            |           |         |  |
| Rallye Finnland 26.–28. August 1988          | 1.   | Markku Alén        | Lancia Delta Integrale   | 4:35:29                | 39                | 496,32 km  | 195       | 84      |  |
| Rallye Finnland 26.–28. August 1988          | 2.   | Mikael Ericsson    | Lancia Delta Integrale   | + 02:55                | 39                | 496,32 km  | 195       | 84      |  |
| Rallye Finnland 26.–28. August 1988          | 3.   | Didier Auriol      | Ford Sierra RS Cosworth  | + 09:46                | 39                | 496,32 km  | 195       | 84      |  |
|                                              |      |                    |                          |                        |                   |            |           |         |  |
| Rallye Elfenbeinküste 20.–24. September 1988 | 1.   | Alain Ambrosino    | Nissan 200SX             | 3:34:51 Strafzeit      | 80 Zeitkontrollen | 3421,81 km | 38        | 10      |  |
| Rallye Elfenbeinküste 20.–24. September 1988 | 2.   | Pascal Gaban       | Mazda 323 4WD            | 5:06:33 Strafzeit      | 80 Zeitkontrollen | 3421,81 km | 38        | 10      |  |
| Rallye Elfenbeinküste 20.–24. September 1988 | 3.   | Patrick Tauziac    | Mitsubishi Starion Turbo | 7:20:20 Strafzeit      | 80 Zeitkontrollen | 3421,81 km | 38        | 10      |  |
|                                              |      |                    |                          |                        |                   |            |           |         |  |
| Rallye Sanremo 10.–14. Oktober 1988          | 1.   | Miki Biasion       | Lancia Delta Integrale   | 6:06:41                | 39                | 531,86 km  | 124       | 55      |  |
| Rallye Sanremo 10.–14. Oktober 1988          | 2.   | Alex Fiorio        | Lancia Delta Integrale   | + 00:53                | 39                | 531,86 km  | 124       | 55      |  |
| Rallye Sanremo 10.–14. Oktober 1988          | 3.   | Dario Cerrato      | Lancia Delta Integrale   | + 01:54                | 39                | 531,86 km  | 124       | 55      |  |
|                                              |      |                    |                          |                        |                   |            |           |         |  |
| Rallye Großbritannien 20.–24. November 1988  | 1.   | Markku Alén        | Lancia Delta Integrale   | 7:15:37                | 52                | 602,6 km   | 178       | 87      |  |
| Rallye Großbritannien 20.–24. November 1988  | 2.   | Timo Salonen       | Mazda 323 4WD            | + 04:06                | 52                | 602,6 km   | 178       | 87      |  |
| Rallye Großbritannien 20.–24. November 1988  | 3.   | Björn Waldegård    | Toyota Celica GT Four    | + 06:39                | 52                | 602,6 km   | 178       | 87      |  |

| Farbe  | Untergrund |
| ------ | ---------- |
| Gold   | Schotter   |
| Silber | Asphalt    |
| Blau   | Eis/Schnee |
| Bronze | Gemischt   |

## Klassifikationen
| Rang   | 1  | 2  | 3  | 4  | 5 | 6 | 7 | 8 | 9 | 10 |
| Punkte | 20 | 15 | 12 | 10 | 8 | 6 | 4 | 3 | 2 | 1  |

### Fahrerwertung
| Rang | Fahrer                | MON | SWE | POR | KEN | FRA | GRE | USA | NZL | ARG | FIN | CIV | ITA | GBR | Punkte |
| ---- | --------------------- | --- | --- | --- | --- | --- | --- | --- | --- | --- | --- | --- | --- | --- | ------ |
| 1    | Miki Biasion          | –   | –   | 20  | 20  | –   | 20  | 20  | –   | 15  | –   | –   | 20  | –   | 115    |
| 2    | Markku Alén           | –   | 20  | 6   | –   | –   | 10  | –   | –   | –   | 20  | –   | 10  | 20  | 86     |
| 3    | Alex Fiorio           | 15  | –   | 15  | –   | –   | 12  | 15  | –   | –   | 4   | –   | 15  | –   | 76     |
| 4    | Stig Blomqvist        | –   | 15  | 8   | –   | –   | –   | –   | –   | –   | 8   | –   | 4   | 6   | 41     |
| 5    | Timo Salonen          | 8   | –   | –   | –   | –   | –   | –   | –   | –   | 10  | –   | –   | 15  | 33     |
| 6    | Bruno Saby            | 20  | –   | –   | –   | 12  | –   | –   | –   | –   | –   | –   | –   | –   | 32     |
| 6    | Didier Auriol         | –   | –   | –   | –   | 20  | –   | –   | –   | –   | 12  | –   | –   | –   | 32     |
| 8    | Mikael Ericsson       | –   | –   | –   | –   | –   | 15  | –   | –   | –   | 15  | –   | –   | –   | 30     |
| 9    | Jorge Recalde         | –   | –   | 1   | –   | –   | –   | 6   | –   | 20  | –   | –   | –   | –   | 27     |
| 10   | Yves Loubet           | –   | –   | 12  | –   | 15  | –   | –   | –   | –   | –   | –   | –   | –   | 27     |
| 11   | Carlos Sainz senior   | –   | –   | –   | –   | 8   | –   | –   | –   | –   | 6   | –   | 8   | 4   | 26     |
| 12   | Kenneth Eriksson      | –   | –   | –   | 10  | 6   | –   | –   | –   | –   | –   | –   | 6   | –   | 22     |
| 13   | Rudi Stohl            | –   | –   | –   | 3   | –   | 8   | –   | –   | 10  | –   | –   | –   | –   | 21     |
| 14   | Sepp Haider           | –   | –   | –   | –   | –   | –   | –   | 20  | –   | –   | –   | –   | –   | 20     |
| 14   | Alain Ambrosino       | –   | –   | –   | –   | –   | –   | –   | –   | –   | –   | 20  | –   | –   | 20     |
| 16   | Pascal Gaban          | –   | –   | –   | –   | –   | 1   | –   | –   | –   | –   | 15  | –   | –   | 16     |
| 17   | Björn Waldegård       | –   | –   | –   | 4   | –   | –   | –   | –   | –   | –   | –   | –   | 12  | 16     |
| 18   | Mike Kirkland         | –   | –   | –   | 15  | –   | –   | –   | –   | –   | –   | –   | –   | –   | 15     |
| 18   | Wilson Ray            | –   | –   | –   | –   | –   | –   | –   | 15  | –   | –   | –   | –   | –   | 15     |
| 20   | Jean-Pierre Ballet    | 12  | –   | –   | –   | –   | –   | –   | –   | –   | –   | –   | –   | –   | 12     |
| 20   | Lars-Erik Torph       | –   | 12  | –   | –   | –   | –   | –   | –   | –   | –   | –   | –   | –   | 12     |
| 20   | Per Eklund            | –   | –   | –   | 12  | –   | –   | –   | –   | –   | –   | –   | –   | –   | 12     |
| 20   | John Buffum           | –   | –   | –   | –   | –   | –   | 12  | –   | –   | –   | –   | –   | –   | 12     |
| 20   | Malcolm Stewart       | –   | –   | –   | –   | –   | –   | –   | 12  | –   | –   | –   | –   | –   | 12     |
| 20   | Franz Wittmann        | –   | –   | –   | –   | –   | –   | –   | –   | 12  | –   | –   | –   | –   | 12     |
| 20   | Patrick Tauziac       | –   | –   | –   | –   | –   | –   | –   | –   | –   | –   | 12  | –   | –   | 12     |
| 20   | Dario Cerrato         | –   | –   | –   | –   | –   | –   | –   | –   | –   | –   | –   | 12  | –   | 12     |
| 28   | Alain Oreille         | 10  | –   | –   | –   | 1   | –   | –   | –   | –   | –   | –   | –   | –   | 11     |
| 29   | Giovanni Del Zoppo    | 3   | –   | –   | –   | –   | –   | 8   | –   | –   | –   | –   | –   | –   | 11     |
| 30   | Erik Johansson        | –   | 10  | –   | –   | –   | –   | –   | –   | –   | –   | –   | –   | –   | 10     |
| 30   | Hannu Mikkola         | –   | –   | 10  | –   | –   | –   | –   | –   | –   | –   | –   | –   | –   | 10     |
| 30   | François Chatriot     | –   | –   | –   | –   | 10  | –   | –   | –   | –   | –   | –   | –   | –   | 10     |
| 30   | Georg Fischer         | –   | –   | –   | –   | –   | –   | 10  | –   | –   | –   | –   | –   | –   | 10     |
| 30   | David Officer         | –   | –   | –   | –   | –   | –   | –   | 10  | –   | –   | –   | –   | –   | 10     |
| 30   | Alain Oudit           | –   | –   | –   | –   | –   | –   | –   | –   | –   | –   | 10  | –   | –   | 10     |
| 30   | Pentti Airikkala      | –   | –   | –   | –   | –   | –   | –   | –   | –   | –   | –   | –   | 10  | 10     |
| 37   | Håkan Eriksson        | –   | 8   | –   | –   | –   | –   | –   | –   | –   | –   | –   | –   | –   | 8      |
| 37   | Juha Kankkunen        | –   | –   | –   | 8   | –   | –   | –   | –   | –   | –   | –   | –   | –   | 8      |
| 37   | Ross Meekings         | –   | –   | –   | –   | –   | –   | –   | 8   | –   | –   | –   | –   | –   | 8      |
| 37   | José Celsi            | –   | –   | –   | –   | –   | –   | –   | –   | 8   | –   | –   | –   | –   | 8      |
| 37   | Adolphe Choteau       | –   | –   | –   | –   | –   | –   | –   | –   | –   | –   | 8   | –   | –   | 8      |
| 37   | Armin Schwarz         | –   | –   | –   | –   | –   | –   | –   | –   | –   | –   | –   | –   | 8   | 8      |
| 43   | François Chauche      | 6   | –   | –   | –   | –   | –   | –   | –   | –   | –   | –   | –   | –   | 6      |
| 43   | Björn Johansson       | –   | 6   | –   | –   | –   | –   | –   | –   | –   | –   | –   | –   | –   | 6      |
| 43   | Ian Duncan            | –   | –   | –   | 6   | –   | –   | –   | –   | –   | –   | –   | –   | –   | 6      |
| 43   | „Jigger“              | –   | –   | –   | –   | –   | 6   | –   | –   | –   | –   | –   | –   | –   | 6      |
| 43   | Marty Roestenburg     | –   | –   | –   | –   | –   | –   | –   | 6   | –   | –   | –   | –   | –   | 6      |
| 43   | Juan Maria Traverso   | –   | –   | –   | –   | –   | –   | –   | –   | 6   | –   | –   | –   | –   | 6      |
| 43   | Didier Monin          | –   | –   | –   | –   | –   | –   | –   | –   | –   | –   | 6   | –   | –   | 6      |
| 50   | Christophe Spiliotis  | 4   | –   | –   | –   | –   | –   | –   | –   | –   | –   | –   | –   | –   | 4      |
| 50   | Bror Danielsson       | –   | 4   | –   | –   | –   | –   | –   | –   | –   | –   | –   | –   | –   | 4      |
| 50   | Erwin Weber           | –   | –   | 4   | –   | –   | –   | –   | –   | –   | –   | –   | –   | –   | 4      |
| 50   | Bernard Béguin        | –   | –   | –   | –   | 4   | –   | –   | –   | –   | –   | –   | –   | –   | 4      |
| 50   | „Stratissino“         | –   | –   | –   | –   | –   | 4   | –   | –   | –   | –   | –   | –   | –   | 4      |
| 50   | Nobuhiro Tajima       | –   | –   | –   | –   | –   | –   | 4   | –   | –   | –   | –   | –   | –   | 4      |
| 50   | Joe McAndrew          | –   | –   | –   | –   | –   | –   | –   | 4   | –   | –   | –   | –   | –   | 4      |
| 50   | Marcelo Raies         | –   | –   | –   | –   | –   | –   | –   | –   | 4   | –   | –   | –   | –   | 4      |
| 50   | Roberto Ambrosoli     | –   | –   | –   | –   | –   | –   | –   | –   | –   | –   | 4   | –   | –   | 4      |
| 59   | Malcolm Wilson        | –   | 3   | –   | –   | –   | –   | –   | –   | –   | –   | –   | –   | –   | 3      |
| 59   | Inverno Amaral        | –   | –   | 3   | –   | –   | –   | –   | –   | –   | –   | –   | –   | –   | 3      |
| 59   | Paul Rouby            | –   | –   | –   | –   | 3   | –   | –   | –   | –   | –   | –   | –   | –   | 3      |
| 59   | Kóstas Apostolou      | –   | –   | –   | –   | –   | 3   | –   | –   | –   | –   | –   | –   | –   | 3      |
| 59   | Rod Millen            | –   | –   | –   | –   | –   | –   | 3   | –   | –   | –   | –   | –   | –   | 3      |
| 59   | Tetsuo Sano           | –   | –   | –   | –   | –   | –   | –   | 3   | –   | –   | –   | –   | –   | 3      |
| 59   | Claudio Israel        | –   | –   | –   | –   | –   | –   | –   | –   | 3   | –   | –   | –   | –   | 3      |
| 59   | Harry Joki            | –   | –   | –   | –   | –   | –   | –   | –   | –   | 3   | –   | –   | –   | 3      |
| 59   | Soumare Mafell        | –   | –   | –   | –   | –   | –   | –   | –   | –   | –   | 3   | –   | –   | 3      |
| 59   | Raimund Baumschlager  | –   | –   | –   | –   | –   | –   | –   | –   | –   | –   | –   | 3   | –   | 3      |
| 59   | Stig-Olov Walfridsson | –   | –   | –   | –   | –   | –   | –   | –   | –   | –   | –   | –   | 3   | 3      |
| 70   | Tomas Jansson         | –   | 1   | –   | –   | –   | –   | –   | –   | –   | 2   | –   | –   | –   | 3      |
| 70   | Mats Jonsson          | –   | –   | –   | –   | –   | –   | –   | –   | –   | 1   | –   | –   | 2   | 3      |
| 72   | Pierre Bos            | 2   | –   | –   | –   | –   | –   | –   | –   | –   | –   | –   | –   | –   | 2      |
| 72   | Sebastian Lindholm    | –   | 2   | –   | –   | –   | –   | –   | –   | –   | –   | –   | –   | –   | 2      |
| 72   | Carlos Bica           | –   | –   | 2   | –   | –   | –   | –   | –   | –   | –   | –   | –   | –   | 2      |
| 72   | Possum Bourne         | –   | –   | –   | 2   | –   | –   | –   | –   | –   | –   | –   | –   | –   | 2      |
| 72   | César Baroni          | –   | –   | –   | –   | 2   | –   | –   | –   | –   | –   | –   | –   | –   | 2      |
| 72   | Flory Roothaert       | –   | –   | –   | –   | –   | 2   | –   | –   | –   | –   | –   | –   | –   | 2      |
| 72   | Alan Carter           | –   | –   | –   | –   | –   | –   | 2   | –   | –   | –   | –   | –   | –   | 2      |
| 72   | Dave Strong           | –   | –   | –   | –   | –   | –   | –   | 2   | –   | –   | –   | –   | –   | 2      |
| 72   | José Luis Grasso      | –   | –   | –   | –   | –   | –   | –   | –   | 2   | –   | –   | –   | –   | 2      |
| 72   | Michel Molinie        | –   | –   | –   | –   | –   | –   | –   | –   | –   | –   | 2   | –   | –   | 2      |
| 72   | Paola De Martini      | –   | –   | –   | –   | –   | –   | –   | –   | –   | –   | –   | 2   | –   | 2      |
| 83   | Richard Frau          | 1   | –   | –   | –   | –   | –   | –   | –   | –   | –   | –   | –   | –   | 1      |
| 83   | Jim Heather-Hayes     | –   | –   | –   | 1   | –   | –   | –   | –   | –   | –   | –   | –   | –   | 1      |
| 83   | Michael Lieu          | –   | –   | –   | –   | –   | –   | 1   | –   | –   | –   | –   | –   | –   | 1      |
| 83   | Murray Walker         | –   | –   | –   | –   | –   | –   | –   | 1   | –   | –   | –   | –   | –   | 1      |
| 83   | Fernando Urrutia      | –   | –   | –   | –   | –   | –   | –   | –   | 1   | –   | –   | –   | –   | 1      |
| 83   | Smir Assef            | –   | –   | –   | –   | –   | –   | –   | –   | –   | –   | 1   | –   | –   | 1      |
| 83   | Paolo Alessandrini    | –   | –   | –   | –   | –   | –   | –   | –   | –   | –   | –   | 1   | –   | 1      |
| 83   | Kalle Grundel         | –   | –   | –   | –   | –   | –   | –   | –   | –   | –   | –   | –   | 1   | 1      |
| Rang | Fahrer                | MON | SWE | POR | KEN | FRA | GRE | USA | NZL | ARG | FIN | CIV | ITA | GBR | Punkte |

### Herstellerwertung
Die Anzahl der Weltmeisterschaftsläufe in der Fahrerweltmeisterschaft entspricht nicht der Anzahl Weltmeisterschaftsläufe in der Herstellerwertung.
| 1    | Lancia     | (20) | (20) | (20) | 20  | (17) | 20  | 20  | 20  | 20  | 20  | 20  | 140    |
| 2    | Ford       | –    | 17   | 10   | –   | 20   | –   | –   | –   | 14  | 10  | 8   | 79     |
| 3    | Audi       | 7    | 14   | –    | 4   | –    | 10  | 14  | 12  | (2) | (2) | 10  | 71     |
| 4    | Mazda      | 10   | –    | 12   | –   | –    | 9   | 6   | –   | 12  | –   | 17  | 66     |
| 5    | Toyota     | –    | –    | –    | 12  | 8    | –   | –   | 4   | –   | 8   | 14  | 46     |
| 6    | Renault    | 12   | –    | 4    | –   | 8    | –   | –   | 8   | –   | –   | –   | 32     |
| 7    | BMW        | 13   | –    | –    | –   | 12   | –   | –   | –   | –   | –   | –   | 25     |
| 8    | Nissan     | –    | –    | –    | 17  | –    | 6   | –   | –   | –   | –   | –   | 23     |
| 9    | Subaru     | –    | –    | –    | 8   | –    | –   | –   | 10  | –   | –   | –   | 18     |
| 10   | Peugeot    | 14   | –    | –    | –   | –    | –   | –   | –   | –   | –   | 1   | 15     |
| 11   | Volkswagen | –    | –    | 6    | –   | –    | 4   | –   | –   | –   | 4   | –   | 14     |
| 12   | Opel       | –    | 10   | –    | –   | –    | –   | –   | –   | 1   | –   | 2   | 13     |
| 13   | Suzuki     | –    | –    | –    | –   | –    | –   | 8   | 1   | –   | –   | –   | 9      |
| 14   | Mitsubishi | –    | –    | –    | –   | –    | –   | 7   | –   | –   | –   | –   | 7      |
| 15   | Alfa Romeo | –    | –    | –    | –   | 4    | –   | –   | –   | –   | –   | –   | 4      |
| 16   | Fiat       | –    | –    | –    | –   | –    | –   | –   | 2   | –   | –   | –   | 2      |
| Rang | Hersteller | MON  | SWE  | POR  | KEN | FRA  | GRE | USA | ARG | FIN | ITA | GBR | Punkte |